# داتسون

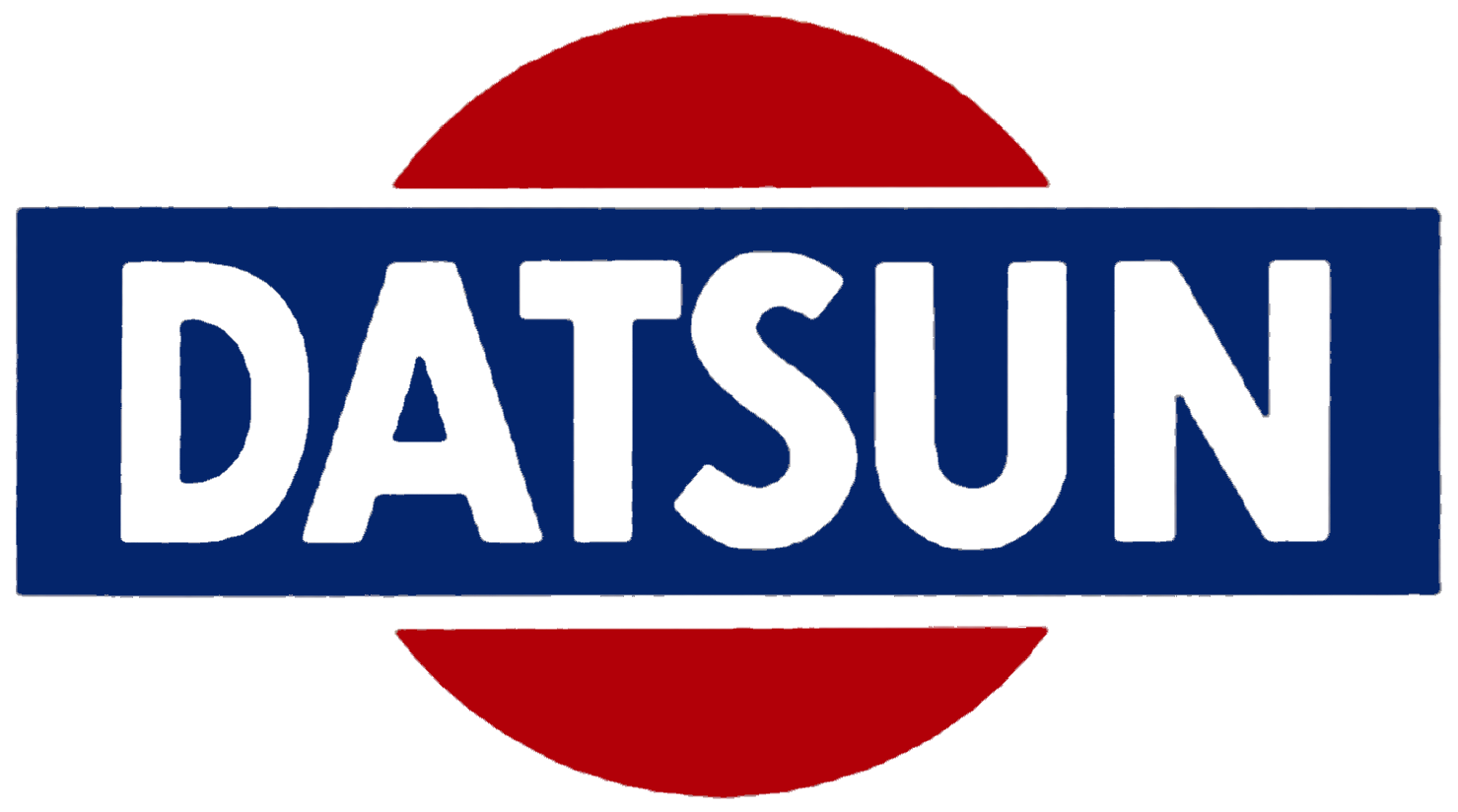
شعار داتسون السابق.

داتسون (بالإنجليزية: Datsun)‏ هي فرع شركة نيسان للسيارات في اليابان، أنتج الشركة الفرعية سنة 1931م، والتي كانت تسمى شركة دات موتور للسيارات (بالإنجليزية:DAT Motorcar Co.) ، وتنتشر سيارة داتسون في جميع دول العالم، ومنها : الدول العربية في الخليج العربي والصين والولايات المتحدة ومصر ، وغيرها. تسمى شاحنات البيك-أب التي صنعتها شركة داتسون باللهجة العامية السعودية ددسن.

## وصلات خارجية
- The Datsun Heritage Museum
- Official website
- The Datsun Heritage Museum Under Construction